# Magnus Swartling (industriman)
Axel Magnus Swartling, född den 21 juli 1884 i Norrköping, död där den 25 oktober 1963, var en svensk industriman. Han var tvillingbror till Nils Swartling och far till Fredrik Swartling. 
Swartling avlade teknisk examen vid Norrköpings tekniska läroverk 1903 och examen vid Lenningska textilinstitutet 1905. Han bedrev praktiska studier inom textilindustrin i Norrköping, handelsstudier och praktik i handelshus i Bradford samt tekniska studier i Tyskland. Swartling var anställd hos och sedermera delägare i firman Åkerman & Dahl i Norrköping 1906–1917, anställd i firman J. Ringborg i Norrköping 1918–1921 och disponent vid Wahlqvistska Klädesfabriken i Svängsta 1921–1954. Han är begravd på Södra kyrkogården i Norrköping.